# Sniff 'n' the Tears
Gli Sniff 'n' Tears sono un gruppo musicale inglese di musica rock, noti perlopiù grazie al loro singolo Driver's Seat, pubblicato nel 1979, una hit in molti paesi.
Gli Sniff 'n' the Tears sono guidati dal cantante Paul Roberts, unico membro costante del gruppo, oltre ad essere pittore e ad avere ideato tutte le copertine dei loro album.

## Discografia

### Album Studio
- 1979 Fickle Heart
- 1980 The Game's Up
- 1981 Love/Action
- 1982 Ride Blue Divide-
- 1992 No Damage Done
- 2002 Underground
- 2011 Downstream

### Singoli
- 1978	"Driver's Seat"	42
- 1979	"New Lines on Love"
- 1980	"Poison Pen Mail"
- 1980	"Rodeo Drive"
- 1980	"One Love"
- 1981	"That Final Love"
- 1981	"The Driving Beat"
- 1982	"Hungry Eyes"
- 1982	"Como El Fuego Salvaje (Like Wildfire)"
- 1982	"Ojos Hambrientos"
- 1991	"Driver's Seat" (Riedizione)

### Album Live
- 1983 European Tour / Summer 83

### Raccolte
- 1991 - A Best Of
- 1999 - Driver's Seat: The Best Of Sniff 'n' The Tears

## Formazione
- Paul Roberts (voce, chitarra acustica) 1978 - attuale
- Loz Netto (Chitarra) 1978
- Chris Birkin (Basso) 1978-1979
- Mick Dyche (Chitarra) 1978-1980
- Les Davidson (chitarra, cori), 1981-1992, 2001 - attuale
- Nick South (Basso) 1980-1981
- Jeremy Meek (Basso) 1992
- Luigi Salvoni (Batteria) del 1978, è tornato a band brevemente nel 1992
- Jamie Lane (Batteria) 1981-1982
- Steve Jackson (Batteria) 1992
- Alan Fealdman - (tastiere) 1978
- Mike Taylor - (tastiere) 1980-1981
- Andy Giddings - (tastiere) 1992
- Robin Langridge - (tastiere) 2001
- Keith Miller - (Sintetizzatore) 1978 *